# Mac. Robertson Land

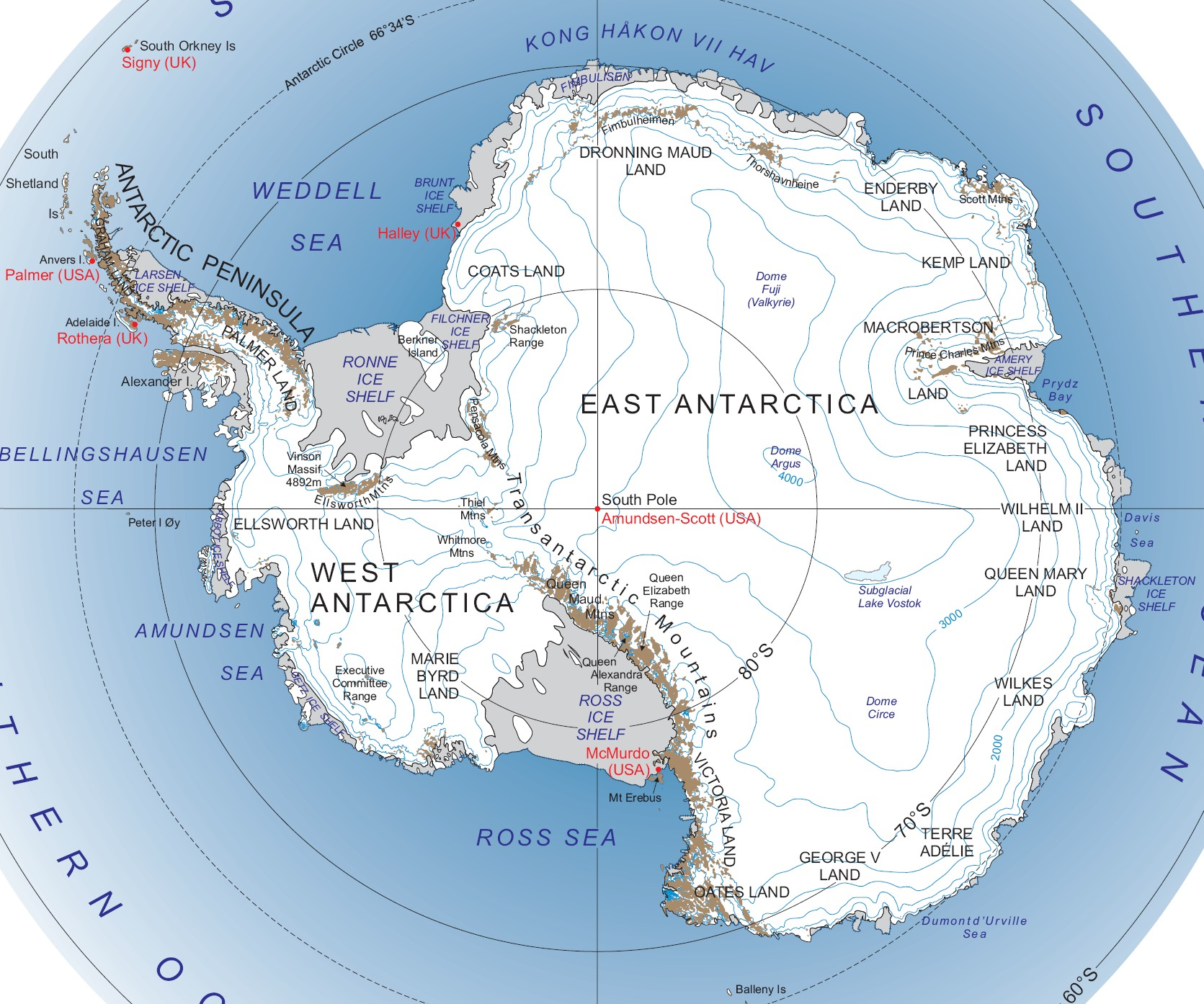
Lägeskarta, Mac. Robertson Land i övre högra sidan.

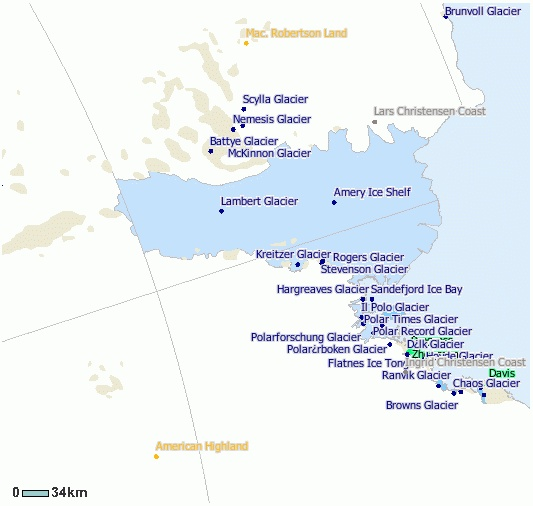
Områdeskarta över Mac. Robertson Land.

Mac. Robertson Land (australisk engelska: Mac.Robertson Land) är ett landområde i östra Antarktis.

## Geografi
Mac. Robertson Land ligger i Östantarktis mellan Kemp land och Princess Elizabeth land. Området ligger direkt vid Antarktiska oceanen mellan William Scoresby Bay och Cape Darnley vid Amerys shelfis. Kusten är cirka 400 km lång och området sträcker sig mellan cirka 59° 34' Ö till 72° 35' Ö.
Området är småkuperat med bergskedjan Prince Charles Mountains i den östra delen och Framnes Mountains i den västra delen. Prince Charles Mountains delas upp i Athos Range, Porthos Range och Aramis Range och den högsta toppen är Mount Menzies med 3 355 m ö.h. Det finns även en rad glaciärer, de största är Lambertglaciären, Fischerglaciären och Mellorglaciären.
Forskningsstationen Mawson Station ligger vid den antarktiska oasen Holme Bay vid kusten nära Framnes Mountains.
Områdets ligger inom Australiska Antarktis (Australiens landanspråk på Antarktis).

## Historia
Mac. Robertson Lands kust upptäcktes 1929 av British Australian and New Zealand Antarctic Research Expedition (BANZARE) under ledning av Douglas Mawson och utforskades ytterligare på nästa expedition åren 1930–1931 då man också landsteg på flera platser. Området namngavs då efter Sir MacPherson Robertson, en stor bidragsgivare till expeditionen.
1947 fastställdes det nuvarande namnet av amerikanska "Advisory Committee on Antarctic Names" (US-ACAN, en enhet inom United States Geological Survey).
Den 13 februari 1954 öppnades Mawson Station, Australiens första permanent bemannade forskningsstation.